# Ариський сільський округ (Тюлькубаський район)
Ари́ський сільський округ (каз. Арыс ауылдық округі, рос. Арысский сельский округ) — адміністративна одиниця у складі Тюлькубаського району Туркестанської області Казахстану. Адміністративний центр — село Кереїт.
Населення — 2795 осіб (2021; 2910 у 2009, 2699 у 1999, 2669 у 1989).
Станом на 1989 рік існувала Кіровська сільська рада (села Ільїнка, Калініно-2, Махтали).

## Склад
До складу округу входять такі населені пункти:
| Населений пункт  | Колишні назви | Населення, осіб (1989) | Населення, осіб (1999) | Населення, осіб (2009) | Населення, осіб (2021) |
| ---------------- | ------------- | ---------------------- | ---------------------- | ---------------------- | ---------------------- |
| Кайиршакти, село | Калініно-2    | 118                    | 56                     | 31                     | 22                     |
| Кереїт, село     | Ільїнка       | 1462                   | 1476                   | 1579                   | 1582                   |
| Махтали, село    | -             | 1089                   | 1167                   | 1300                   | 1191                   |